# Национален отбор по футбол на Демократична република Конго
Националният отбор по футбол на Демократична република Конго е отборът, които представлява Демократична република Конго във всички международни турнири на ФИФА по футбол.
Отборът е сред добрите представители на африканския футбол. Има 1 участие на финали на световни първенства – през 1974 година в Германия, като не успява да преодолее групите. На континентално ниво отборът печели Купата на африканските нации 2 пъти – през 1968 и 1974 година.